# Puntarenas (tỉnh)
Puntarenas là một tỉnh của Costa Rica nằm ở phía tây của quốc gia này, dọc theo bờ biển Thái Bình Dương, và là tỉnh lớn nhất của Costa Rica. Tỉnnh Puntarenas giáp ranh với các tỉnh Guanacaste, Alajuela, San José và Limón, và giáp với hai tỉnh Bocas del Toro và Chiriquí của nước láng giềng là Panama.
Thủ phủ của thành phố là Puntarenas. Tỉnh Puntarenas có diện tích 11.266 kilômét vuông (4.350 dặm vuông Anh), và dân số năm 2011 là 410.929.

## Phân chia hành chính
Tỉnh Puntarenas được chia thành 11 tổng. Về mục đích hành chính, đảo Isla del Coco, trên Thái Bình Dương cách bờ biển 500 kilômét (310 mi) được xem là một phần của tỉnh này. Các tổng gồm:
Canton (thủ phủ):
1. Puntarenas (Puntarenas)
2. Esparza (Esparza)
3. Buenos Aires (Buenos Aires)
4. Montes de Oro (Miramar)
5. Osa (Ciudad Cortés)
6. Aguirre (Quepos)
7. Golfito (Golfito)
8. Coto Brus (San Vito)
9. Parrita (Parrita)
10. Corredores (Ciudad Neily)
11. Garabito (Jacó)

## Những nơi nổ tiếng
- Jacó
- Vườn quốc gia Manuel Antonio
- Montezuma
- Monteverde
- Đảo San Lucas